# Director de vuelo

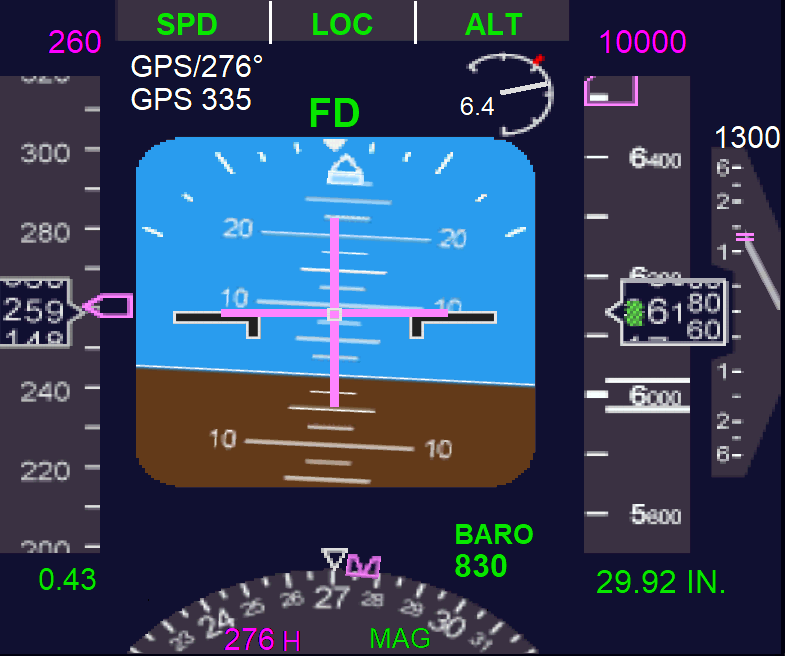
PFD mostrando el FD en forma de cruz, rosa, superpuesta al AI

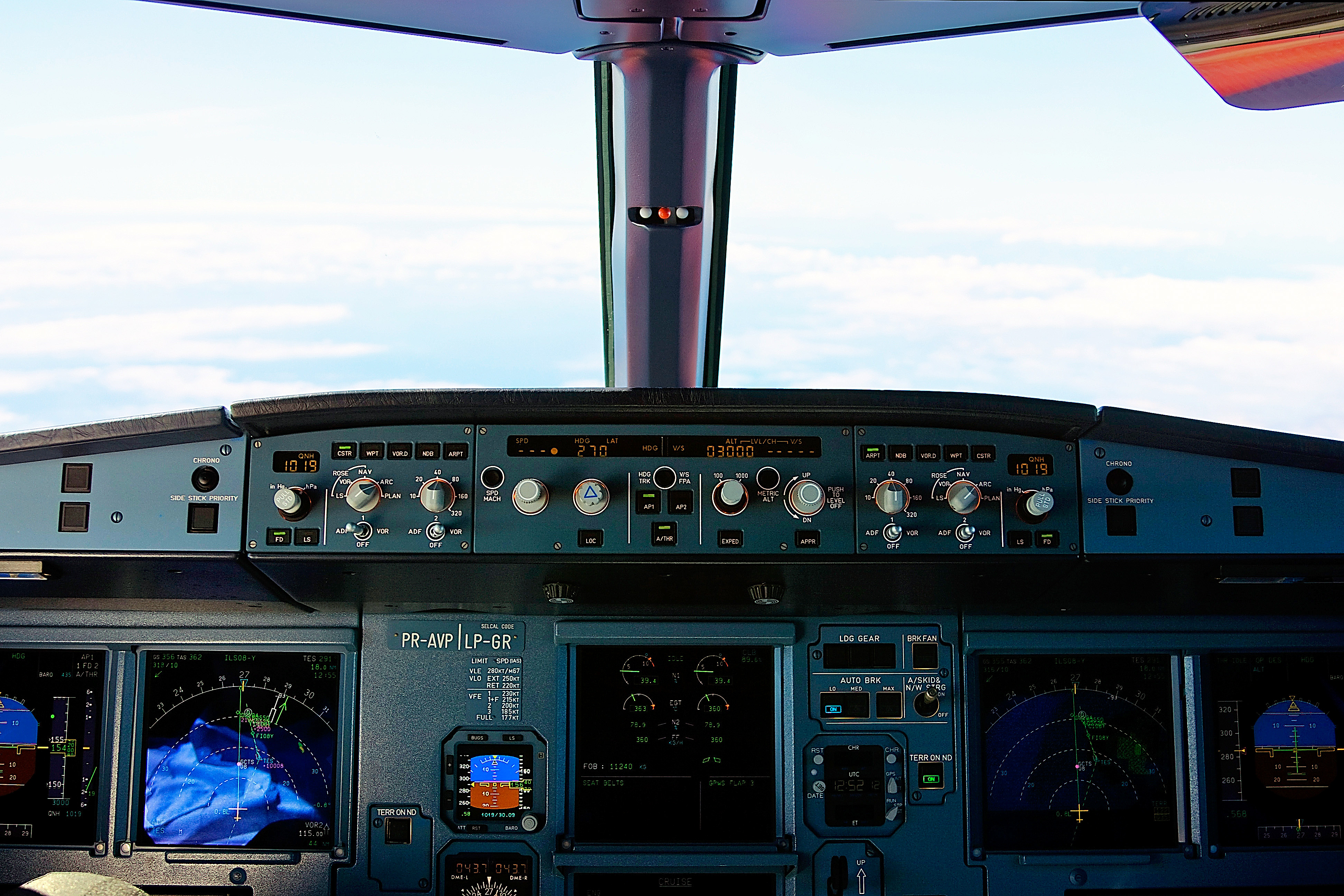
Cabina de un A 320, en la parte superior el Flight Control Unit (FCU)

El Director de vuelo (FD) es un instrumento de vuelo que se superpone al indicador de altitud y que muestra al piloto de una aeronave la altitud y velocidad requerida para ejecutar la trayectoria de vuelo deseada. Los directores de vuelo se utilizan principalmente durante la aproximación y el aterrizaje. Se pueden utilizar con o sin sistemas de Piloto automático.

## Descripción
Los modos de director de vuelo (FD) integrados con los sistemas de piloto automático realizan cálculos para una automatización más avanzada, como "rumbo seleccionado (interceptación), cambio de altitud y seguimiento de fuentes de navegación con vientos cruzados" El FD calcula y muestra los ángulos de inclinación y alabeo adecuados necesarios para que la aeronave siga una trayectoria de vuelo seleccionada.
Un ejemplo sencillo: el avión vuela nivelado con un rumbo de 045° a nivel de vuelo.FL150 a 260 nudos (480 km/h) indicaba la velocidad del aire, por lo que las barras FD están centradas. Luego el director de vuelo fija el rumbo 090° y un nuevo nivel de vuelo FL200. Por tanto, la aeronave debe girar a la derecha y ascender. Esto se hace inclinándose hacia la derecha mientras sube. La barra antivuelco se desviará hacia la derecha y la barra de inclinación se desviará hacia arriba. Luego, el piloto tirará hacia atrás de la columna de control mientras se inclina hacia la derecha. Una vez que la aeronave alcance el ángulo de inclinación adecuado, la barra vertical FD se centrará y permanecerá centrada hasta que llegue el momento de volver al nivel de las alas (cuando el rumbo se acerque a 090°). Cuando el avión se acerca a FL200, la barra horizontal FD se desviará hacia abajo, ordenando así al piloto que baje el morro para nivelarse en FL200.
Se puede utilizar un director de vuelo con o sin automatización de las superficies de control de vuelo. El FD se utiliza comúnmente en conexión directa con el piloto automático (AP), donde el FD ordena al AP que ponga la aeronave en la altitud necesaria para seguir una trayectoria. La combinación FD/AP se utiliza normalmente en aproximaciones por instrumentos bajas acopladas con piloto automático (por debajo de 200 pies sobre el nivel del suelo [AGL]), o aproximaciones por instrumentos/ILS CAT II y CAT III.
La forma exacta de la pantalla del director de vuelo varía según el tipo de instrumento, ya sea en forma de cruz o barras de comando. (la llamada "señal").